# Kittinat Nuamnimanong
Kittinat Nuamnimanong (thailändisch กิตติณัฐ นวมนิ่มอนงค์; * 16. Juli 1993) ist ein thailändischer Fußballspieler.

## Karriere
Kittinat Nuamnimanong stand bis Ende 2022 beim Trat FC unter Vertrag. Wo er vorher gespielt hat, ist unbekannt. Der Verein aus Trat spielte in der zweiten Liga. Im Januar 2023 wechselte er zum ebenfalls in der zweiten Liga spielenden Udon Thani FC. Sein Zweitligadebüt für den Verein aus Udon Thani gab Kittinat Nuamnimanong am 22. Januar 2023 (20. Spieltag) im Heimspiel gegen Customs United FC. Bei dem 2:1-Heimsieg wurde er in der 83. Minute für Nutchanon Soijit eingewechselt. Am Ende der Saison 2022/23 wurde er mit Udon Thani Tabellenletzter und stieg somit aus der zweiten Liga ab. Nach dem Abstieg verließ er den Verein und schloss sich im August 2023 dem Zweitligisten Customs United FC an. Nachdem er für den Zweitligisten nicht zum Einsatz gekommen war, wurde sein Vertrag Ende Dezember 2023 nicht verlängert. Nach kurzer Vertragslosigkeit unterschrieb er im Sommer 2024 einen Vertrag beim Drittligisten Kanchanaburi City FC. Mit dem Verein aus Kanchanaburi spielte er fünfmal in der Western Region der Liga. Nach der Hinrunde wurde sein Vertrag im Dezember 2024 nicht verlängert.